# Телохранитель из Пекина
«Телохранитель из Пекина» (иер. трад. 中南海保鑣, упр. 中南海保镳, кант.-рус.: Чун Нам Хой поу пиу, буквально: «Чжуннаньхайский телохранитель», англ. The Bodyguard from Beijing) — гонконгский боевик с Джетом Ли в главной роли.

## Сюжет
Аллан — один из наиболее перспективных членов корпорации международных телохранителей, расположенной в КНР. Его нанимает Джеймс Сун, гонконгский бизнесмен, для защиты своей девушки Мишель, ставшей единственным выжившим свидетелем убийства, совершённого мафией. Тем не менее, Мишель и Аллан почти сразу не ладят друг с другом, поскольку она чувствует себя как под домашним арестом, а он недоволен тем, что ему отказали в принятии в команду телохранителей китайского премьера из-за его обязанностей по охране Мишель.
В конце концов Мишель сбегает от Аллана и идёт в торговый центр. Мишель не знает, что в торговом центре полно наёмников мафии. Возникает перестрелка при попытке убийц устранить Мишель, но появляется Аллан и защищает её, убивая киллеров одного за другим. Один из них, выдававший себя за полицейского и убитый Алланом в процессе перестрелки, оказывается младшим братом киллера Вона, бывшего китайского солдата, воевавший вместе со своим братом. Вон забирает из морга, а потом сжигает труп брата, поклявшись отомстить Аллану.
В то же время Мишель благодарна своему телохранителю, у неё возникают чувства к нему. Они сближаются, так как стали лучше понимать друг друга. Несмотря на откровенность чувств девушки, Аллан вынужден отвергнуть её из-за своих обязанностей по её защите.
Вон с группой наёмников штурмует пентхаус, начинается перестрелка. В конце концов Аллан расправляется с большинством нападавших, в то время как младший брат Мишель, Билли, получает ранение в ногу. Ранив Билли, Вон скрывается. В дом приходит Джеймс. В то же время Вон овладевает своим оружием. Вон наводит его на Мишель и спрашивает двух мужчин, кто готов занять её место. Джеймс пытается отговорить киллера не стрелять, предлагая заплатить, но Вон отказывается. Аллан закрывает своим телом Мишель и принимает на себя две пули, но вынимает штык из своей груди и убивает им Вона.
Джеймс отвозит Мишель на материковый Китай.

## В ролях
- Джет Ли — Аллан Хёй Ченъён
- Кристи Чун[кит.] — Мишель Ён Синьи
- Кент Чен — Чарли Лён Кампо
- Нгай Син[кит.] — киллер Вон
- Джой Лён[кит.] — А Кён
- Лоуренс Нг[кит.] — Джеймс Сун Сайчхён
- Уильям Чю — Билли

## Производство
Съёмки проводились в Гонконге.

## Выпуск
В Гонконге фильм вышел в прокат 28 июля 1994 года. После окончания производства фильм был запрещён в КНР. Тем не менее, Джет Ли выступил против цензуры своих фильмов.

## Восприятие
На сайте Rotten Tomatoes фильм имеет средний рейтинг в 71 % на основании 7 рецензий и оценку 5.5 балла из 10. Джо О’Байан из газеты The Austin Chronicle поставил фильму 2.5 звезды из 5 возможных и назвал его «ярким, простым и весёлым». Аарон Байерли из DVD Talk оценил картину в 2 звезды из пяти и написал, «Хороший фильм; временами забавный, но не отличный».

## Номинации
14-я церемония награждения Hong Kong Film Awards (1995) — номинация в следующей категории:
- Лучшая хореография — Кори Юнь[кит.], Юнь Так